# TAI Hürjet
TAI Hürjet – turecki samolot szkolno-treningowy zbudowany w wytwórni Turkish Aerospace Industries (TAI).

## Historia
Celem rozpoczętego oficjalnie w sierpniu 2017 roku programu Hürjet Jet Trainer było zaprojektowanie i wybudowanie siłami lokalnego przemysłu nowego samolotu szkolno-treningowego, mającego zastąpić w Tureckich Siłach Powietrznych znajdujące się służbie samoloty Northrop T-38 Talon i Northrop F-5 Freedom Fighter. Początkowo była to własna inicjatywa producenta, nie mająca umocowanie w oficjalnych planach Tureckich Siły Powietrznych. W 2018 roku w trakcie odbywających się w Wielkiej Brytanii Farnborough International Airshow, po raz pierwszy publicznie zaprezentowano pełnowymiarową makietę nowej konstrukcji. W dniu zakończenia Airshow, turecki Podsekretariat Przemysłu Obronnego poinformował o zawarciu porozumienia między siłami powietrznymi a producentem, w sprawie dalszych prac nad samolotem. Przyznając tym samym całemu projektowi oficjalny status. Samolot otrzymał nazwę Hürjet, która nawiązuje do nazwiska tureckiego pioniera lotnictwa, Vecihi Hürkuşa. 
Od samego początku, obok wersji podstawowej, przeznaczonej do realizacji zadań szkoleniowych, producent planuje zbudowanie wersji szkolno-bojowej przeznaczonej do realizacji misji bliskiego wsparcia. Maszyna ma mieć możliwość przenoszenia szerokiej gamy uzbrojenia podwieszanego, produkowanego w kraju. Uzbrojenie strzeleckie oparte będzie na działku kalibru 20 mm, również produkowanym w Turcji. W konstrukcji samolotu przewidziano miejsce na instalacje stacje AESA, radaru z aktywnym elektronicznym skanowaniem fazowym. Przewidywany jest również wariant zdolny do operowania z pokładu tureckiego uniwersalnego okrętu desantowego–lotniskowca TCG „Anadolu”. Tureckie siły powietrzne zakontraktowały dwanaście samolotów seryjnych. 
10 czerwca 2022 roku odbyła się uroczystość przeniesienie pierwszego komponentu strukturalnego prototypu maszyny na linię montażową. Plan zakładał wybudowanie dwóch prototypów lotnych i dwóch przeznaczonych do prób statycznych i zmęczeniowych. 30 stycznia 2023 roku w gotowym pierwszym prototypie po raz pierwszy uruchomiono silnik. Od 18 marca tego samego roku rozpoczęto próby kołowania a 25 kwietnia 2023 roku, samolot po raz pierwszy wzbił się w powietrze. Podczas lotu, który trwał 26 minut, sprawdzono działanie podstawowych systemów samolotu, za sterami maszyny siedział pilot Ercan Çelik. 12 listopada 2024 roku, w powietrze po raz pierwszy wzbił się drugi ukończony prototyp. W trakcie trwającego 26 minut lotu, samolot osiągnął prędkość 482 km/h i pułap lotu wynoszący 3000 metrów. W porównaniu do pierwszej maszyny, drugi prototyp ma obniżony dziób, celem polepszenia widzialności z kabiny, przekonstruowane wloty powietrza do silnika a na końcach skrzydeł założone prowadnice dla rakiet powietrze-powietrze. Zmiany przybliżyły samolot do konfiguracji wersji bojowej. Kilka dni później, 21 listopada samolot wykonał swój drugi lot.
W trakcie testów, samolot brał udział między innymi w locie z formacją akrobacyjną Türk Yıldızları i TAI Anka-3, tureckim, bezzałogowym, uderzeniowym aparatem latającym w układzie latającego skrzydła. W połowie sierpnia 2024 roku poinformowano o wykonaniu setnego lotu testowego przez prototyp maszyny, spędzając w powietrzu ponad 118 godzin. Z kolei 21 października 2024 roku samolot po raz pierwszy przekroczył barierę dźwięku lecąc z prędkością Ma=1,01.
Pierwsze maszyny napędzane będą amerykańskimi silnikami General Electric F404-GE-102 jednak plany zakładają, iż po 2026 roku, kolejne samoloty napędzane będą jednostkami rodzimej konstrukcji. Warunki zakupu 100 jednostek F404 dla Hürjetów został uzgodniony pomiędzy amerykańskim producentem, firmą GE Aerospace a tureckim producentem silników firmie Tusaş Engine Industries (TAI) w 2023 roku. W październiku 2024 roku obydwie firmy podpisały porozumienie dotyczące między innymi integracji jednostek F404 z nowymi wariantami Hürjeta oraz przakazaniu tureckiej firmie kompetencji do montażu i serwisowania amerykańskich silników.

## Użytkownicy
Plany tureckiego producenta zakładają sprzedaż 100 maszyn własnemu lotnictwu i kolejnych 300 za granicę. Turcja zaoferowała dostarczenie 18 maszyn w wersji bojowej Malezji, która jednak zdecydowała się na zakup południowokoreańskich KAI T-50 Golden Eagle. We wrześniu 2024 roku Hürjet został zaprezentowany w Egipcie, który miał wyrazić zaisnteresowanie pozyskaniem wersji szkolenia zaawansowanego. 20 grudnia 2024 roku Hiszpania ogłosiła wstępny wybór tureckich samolotów, które miałyby zastąpić wysłużone maszyny SM-5M Freedom Fighter, używane przez Hiszpańskie Siły Powietrzne w procesie szkolenia własnych pilotów. Hiszpania i Turcja podpisały list intencyjny w grudniu 2024 roku, w którym Hiszpania wyraża chęć pozyskania 24 Hürjetów. Spekuluje się, że może być to tranzakcja wiązana, w zamian za Hürjety, Turcja otrzyma 6 do 7 samolotów Airbus A400M.
Wśród dalszych potencjalnych użytkowników wymienia się Azerbejdżan i Kanadę. Ta ostatnia potrzebuje szybko zastąpić swoje BAE Hawk T2. Hürjet wymieniany jest również jako potencjalny następca należącycg do United States Navy samolotów T-45 Goshawk.

## Konstrukcja
Zaprojektowano samolot w układzie górnopłata, z dwuosobową załogą z miejscami w układzie tandem. Chowanym podwoziem z przednim podparciem, każda z goleni wyposażona w pojedyncze koła. Golenie podwozia głównego i przedniego chowane do wnęk w kadłubie. Skrzydła i płytowe stateczniki poziome o trapezowym obrysie. Usterzenie klasyczne z pojedynczym statecznikiem pionowym. Stateczniki poziome mają ujemny wznios, u ich nasady znajdują się rozchylane hamulce aerodynamiczne. Wloty powietrza so silnika umieszczono po obu stronach kadłuba pod skrzydłami. Maszyna napędzana jest pojedynczym silnikiem General Electric F404-GE-102. Pod uwagę brano również jednostkę Eurojet EJ 2000 jednak ostatecznie zdecydowano się na produkt amerykańskiego producenta. Załoga bedzie miała do dyspozycji duże, wielofunkcjne wyświetlacze dodtykowe. Cyfrowy system sterowania fly-by-wire
.